# Скеля трьох китів
18°15′04″ пн. ш. 103°48′50″ сх. д. / 18.251013° пн. ш. 103.813938° сх. д.
Хін Сем Ван (тай. หินสามวาฬ, досл. «Скеля трьох китів») — це скеля віком 75 мільйонів років, яка виступає з гори в Фу Сінг, провінція Буенг Кан, Таїланд, поблизу річки Меконг. Це названо так тому, що з певних кутів скелі виглядають як сімейство китів. Лише дві скелі («кит-мати» та «кит-батько») доступні пішки; «дитинча кита» неможливо досягти.

## Інтернет-ресурси
- "Hin-Sam-Wan, Bueng Kan Province" – Oriental Escape